# Panacheren

Voorbeeld van panacheren: stemmen verdelen over kandidaten van verschillende lijsten (en tegelijk cumuleren: meerdere stemmen op eenzelfde kandidaat)

Panacheren (ook wel bontstemmen) is de mogelijkheid om bij een verkiezing een stem uit te brengen op kandidaten verspreid over verschillende kandidatenlijsten.
Het systeem wordt gebruikt bij nationale verkiezingen in Liechtenstein, Luxemburg, Mauritius, Zwitserland, Ecuador, El Salvador en Honduras en daarnaast ook in lokale verkiezingen in een aantal Duitse deelstaten, in Tsjechië en in Franse gemeenten met minder dan 1000 inwoners.

## België
Voor de wetgevende verkiezingen was dit mogelijk tot 1900.
Voor de Belgische gemeenteraadsverkiezingen was dit mogelijk van 1932 tot 1976. Van de mogelijkheid werd weinig gebruik gemaakt, onder meer omdat er in de meeste gemeenten maar twee lijsten opkwamen.

## Luxemburg
In Luxemburg heeft een kiezer zoveel stemmen als er zetels te verdelen zijn. Een kiezer kan op gelijk welke kandidaten stemmen, tot maximaal twee stemmen per kandidaat (cumuleren).